# Discover Financial Services
Discover Financial Services — американская компания, предоставляющая финансовые услуги. Банковские услуги предоставляются через Discover Bank, его основное направление — студенческие и ипотечные кредиты. Также компания выпускает кредитные карты Discover Card и управляет платёжными сетями Discover и Pulse. Карта Discover является третьим по величине брендом кредитных карт в США (50 млн держателей). Компания является владельцем бренда Diners Club и лицензирует выпуск таких карт другими банками по всему миру. В списке крупнейших публичных компаний мира Forbes Global 2000 за 2021 год компания заняла 341-е место (333-е по активам, 597-е по чистой прибыли, 603-е по рыночной капитализации, 782-е по размеру выручки).

## История
История компании началась с попытки в начале 1980-х годов оператора сети торговых центров Sears создать собственное подразделение финансовых услуг, включающее выпуск кредитных карт Discover. Для этого были куплены финансовые компании Dean Witter Reynolds (в 1981 году), Coldwell, Banker & Company и Greenwood Trust Company (в 1985 году). Попытка оказалась неудачной, и в 1993 году компания, получившая название Dean Witter, Discover & Co. была продана путём размещения акций на бирже. В 1997 году эта компания объединилась с инвестиционным банком Morgan Stanley, образовав Morgan Stanley Dean Witter, Discover & Co. Это объединение оказалось не особо успешным, и в середине 2007 года компания вновь была продана размещением акций и получила название Discover Financial Services.
В 2005 году была куплена межбанковская платёжная сеть Pulse, членами которой были более 4 тысяч банков и других финансовых институтов.
В апреле 2008 Discover Financial и Citigroup объявили, что Discover приобретает межбанковскую сеть Diners Club у Ситибанка за 165 млн долларов. В мае 2008 Федеральная торговая комиссия одобрила сделку. Процедура была завершена 1 июля 2008 года. Межбанковская сеть Diners Club, являющаяся одной из крупнейшихх платёжных систем за пределами Северной Америки, была объединена с сетью Discover, создав международную сеть для карт Discover и карт Diners Club. В 2010 году также у Citigroup была куплена Student Loan Corporation, финансовая компания, специализирующаяся на студенческих кредитах.
6 июня 2012 Tree.com, Inc. завершила сделку по продаже почти всех операционных активов своего бизнеса Home Loan Center, Inc., дочерней компании Discover Financial. За этм активы Discover заплатил в общей сложности 45,9 млн долларов. 12 июня 2012 с запуском программы Discover Home Loans, Discover начал работу с ипотечными кредитами, предлагая ипотечные жилищные кредиты с плавающей и фиксированной ставками.
В феврале 2024 года Capital One объявила о намерении купить Discover Financial Services в сделке стоимостью 35,3 млрд долларов.

## Конкуренция
В США Discover является карточным брендом, конкурирующим в первую очередь с VISA, MasterCard и American Express. В отличие от VISA и MasterCard, Discover выпускает свои карты самостоятельно через банковское подразделение — банк Discover. Платёжная система Discover — четвёртый по величине эмитент кредитных карт, считая по числу активных карт, следуя за Bank of America, JPMorgan Chase и Ситибанком, и опережая Capital One и American Express.

## Деятельность
В дополнение к своим банковским картам Discover также предлагает депозиты, персональные кредиты, студенческие кредиты и ипотечное жилищное кредитование. Кроме того, в 2006 году компания также начала напрямую в банки предлагать дебетовые карты Discover, обслуживаемые через платёжную систему Pulse, которую Discover приобрела в 2004 году.
На конец 2020 года активы компании составили 113 млрд долларов, из них 90 млрд составили выданные кредиты, в том числе 71 млрд по кредитным картам, 10 млрд — студенческие кредиты. Средний процент кредитов по кредитным картам составил 12,6 % годовых. Принятые депозиты составили 75 млрд долларов, средний процент по ним — 1,6 % годовых. Помимо приёма депозитов источником капитала служит размещение обеспеченных кредитами ценных бумаг через Discover Card Execution Note Trust.

## Дочерние компании
Основные дочерние компании на конец 2020 года:
- DFS Corporate Services LLC (Делавэр)
- DFS GSD Corp. (d/b/a Discover Payment Solutions) (Аризона)
- DFS International Inc. (Делавэр)
- DFS Services LLC (Делавэр)
- Diners Club International Ltd. (Нью-Йорк)
- Diners Club Services Private Limited (Индия)
- Diners Club Taiwan Ltd. (Тайвань)
- Discover Bank (Делавэр)
- Discover Financial Services (Canada), Inc. (Канада)
- Discover Financial Services (Hong Kong) Limited (Гонконг)
- Discover Financial Services (UK) Limited (Англия и Уэльс)
- Discover Funding LLC (Делавэр)
- Discover Global Employment Company Private Limited (Сингапур)
- Discover Home Loans, Inc. (Делавэр)
- Discover Information Technology (Shanghai) Limited (Шанхай)
- Discover Products Inc. (Юта)
- Discover Properties LLC (Делавэр)
- Discover Services Corporation (Делавэр)
- GTC Insurance Agency, Inc. (Делавэр)
- PULSE Network LLC (Делавэр)
- The Student Loan Corporation (Делавэр)